# Мировой календарь UCI 2010
2-й сезон Мирового календаря UCI — велошоссейного сезонного турнира 2010 года.

## Участники

### UCI ProTeams
Эти команды принадлежали к первой категории среди профессиональных команд и обязаны были участвовать во всех 16 гонках UCI ProTour (Lampre-Farnese Vini не была допущена к участию в Тур Даун Андер из-за "серьёзных административных нарушений") и предпочитали получать приглашения для участия в гонках Исторического календаря от их организаторов. Несмотря на это желание из-за большого количества запросов организаторы были вынуждены отказывать некоторым командам. Такими стали Team Milram на Париж — Ницца, Astana на Париж — Рубе и Team RadioShack на Вуэльта Испании. Кроме того, как и прошлом году, Footon-Servetto-Fuji осталась вне большинства гонок организованных A.S.O. и RCS Sport из-за допинг-проблем её команды-предшественника Saunier Duval, хотя ей предлагали обжаловать это в CAS. По этой причине ей было гарантировано участие только в Вуэльта Испании в связи с соглашением подписанным в 2008 году, которое позволяло приглашать определенные команды, если у них не было проблем с допингом в прошлом году (проблемы с допингом у команды были два года назад). В то же время некоторые команды по собственному желанию отказывались от участия в Исторических гонках — Team RadioShack на Тиррено — Адриатико и Euskaltel-Euskadi с FDJ на Джиро д’Италия.
По сравнению с прошлым сезоном произошли следующие изменения. Добавилось 2 новые команды только что созданные команды — Sky Procycling и Team RadioShack. В то же время 2 команды выбыло, понизив свой статус до UCI Continental Team — Cofidis, le Crédit en Ligne и Bbox Bouygues Telecom.
| Код | Официальное название команды      | Страна лицензии | Велосипед        | Групп-сет | Колёса | Количество гонок Мирового календарь |
| --- | --------------------------------- | --------------- | ---------------- | --------- | ------ | ----------------------------------- |
| ALM | Ag2r–La Mondiale                  | Франция         | Kuota            |           |        | 26 (все)                            |
| AST | Astana                            | Казахстан       | Specialized      |           |        | 25                                  |
| EUS | Euskaltel-Euskadi                 | Испания         | Orbea            |           |        | 25                                  |
| FDJ | Française des Jeux FDJ (с 1 июля) | Франция         | Lapierre         |           |        | 25                                  |
| FOT | Footon-Servetto-Fuji              | Испания         | Fuji             |           |        | 19                                  |
| GCE | Caisse d'Epargne                  | Испания         | Pinarello        |           |        | 26 (все)                            |
| GRM | Garmin-Transitions                | США             | Felt             |           |        | 26 (все)                            |
| KAT | Team Katusha                      | Россия          | Ridley           |           |        | 26 (все)                            |
| LAM | Lampre-Farnese Vini               | Италия          | Wilier Triestina |           |        | 25                                  |
| LIQ | Liquigas-Doimo                    | Италия          | Cannondale       |           |        | 26 (все)                            |
| MRM | Team Milram                       | Германия        | Focus            |           |        | 25                                  |
| OLO | Omega Pharma-Lotto                | Бельгия         | Canyon           |           |        | 26 (все)                            |
| QST | Quick Step                        | Бельгия         | Eddy Merckx      |           |        | 26 (все)                            |
| RAB | Rabobank                          | Нидерланды      | Giant            |           |        | 26 (все)                            |
| RSH | Team RadioShack                   | США             | Trek             |           |        | 23                                  |
| SAX | Saxo Bank                         | Дания           | Specialized      |           |        | 26 (все)                            |
| SKY | Sky Procycling                    | Великобритания  | Pinarello        | Shimano   |        | 26 (все)                            |
| THR | Team HTC-Columbia                 | США             | Scott            |           |        | 26 (все)                            |

### UCI Professional Continental Teams
Эти команды принадлежали ко второй категории среди профессиональных команд.
По сравнению с прошлым сезоном произошли следующие изменения. Добавилось 7 новых команд: только что созданная De Rosa-Stac Plastic; 4 команды после повышения своего статуса — Carmiooro NGC, CCC-Polsat-Polkowice, Saur-Sojasun (все с UCI Continental Team), Scott-Marcondes César-São José dos Campos (с любительского) и 2 команды наоборот после понижения своего статуса — Cofidis, le Crédit en Ligne, Bbox Bouygues Telecom (обе с UCI ProTeam). В то же время 7 команд выбыло: Barloworld, Contentpolis–Ampo, Agritubel, Amica Chips–Knauf, Elk Haus и LPR Brakes-Farnese Vini (все прекратили существование) и PSK Whirlpool–Author (понизила свой статус до UCI Continental Team).
Так же как и год назад была отклонена заявка не отвечающая требованиям Rock Racing–Murcia и одобрены сомнительные заявки от Xacobeo–Galicia и Serramenti PVC Diquigiovanni-Androni Giocattoli (который позже была переименована в Androni Giocattoli-Serramenti PVC Diquigiovanni).
Всего данный статус получила 21 команда, который позволял большинству из них выступать на гонках самого высокого уровня, то есть в Мировом календаре UCI, при получении приглашения и возможность участвовать в итоговых рейтингах данного турнира:
- 17 команд получили разрешение от UCI на участие во всех 26 гонках Мирового календаря UCI 2010 года. Команда BMC Racing Team  получила предварительное разрешение на участие в Тур Даун Андер.[7]
- 4 команды не получили разрешения от UCI на участие в гонках ПроТур UCI 2010 года, поэтому они могли получить приглашение только к участию в так называемых исторических гонках, если они оплачивали биологический паспорт, чего они не делали.

| Код | Официальное название команды                    | Страна лицензии | Участие в гонках Мирового календаря                         |
| --- | ----------------------------------------------- | --------------- | ----------------------------------------------------------- |
| ACA | Andalucía-Cajasur                               | Испания         | 4 (3 ПроТур + 1 Исторический календарь)                     |
| AND | Androni Giocattoli-Serramenti PVC Diquigiovanni | Италия          | 7 (7 Исторический календарь)                                |
| ASA | Acqua & Sapone-D'Angelo & Antenucci             | Италия          | 8 (1 ПроТур + 7 Исторический календарь)                     |
| BMC | BMC Racing Team                                 | США             | 19 (11 ПроТур + 8 Исторический календарь)                   |
| BTL | Bbox Bouygues Telecom                           | Франция         | 14 (5 ПроТур + 9 Исторический календарь)                    |
| CCC | CCC-Polsat-Polkowice                            | Польша          | 0 (без разрешения из-за отсутствия биологического паспорта) |
| CMO | Carmiooro NGC                                   | Великобритания  | 2 (2 Исторический календарь)                                |
| COF | Cofidis, le Crédit en Ligne                     | Франция         | 13 (5 ПроТур + 8 Исторический календарь)                    |
| COG | Colnago-CSF Inox                                | Ирландия        | 4 (4 Исторический календарь)                                |
| CTT | Cervélo TestTeam                                | Швейцария       | 20 (10 ПроТур + 10 Исторический календарь)                  |
| DER | De Rosa-Stac Plastic                            | Ирландия        | 0 (без разрешения из-за отсутствия биологического паспорта) |
| FLM | Ceramica Flaminia                               | Ирландия        | 0                                                           |
| ISD | ISD–Neri                                        | Италия          | 3 (3 Исторический календарь)                                |
| LAN | Landbouwkrediet                                 | Бельгия         | 5 (3 ПроТур + 2 Исторический календарь)                     |
| SAU | Saur-Sojasun                                    | Франция         | 4 (2 ПроТур + 2 Исторический календарь)                     |
| SJC | Scott-Marcondes César-São José dos Campos       | Бразилия        | 0 (без разрешения из-за отсутствия биологического паспорта) |
| SKS | Skil-Shimano                                    | Нидерланды      | 9 (7 ПроТур + 2 Исторический календарь)                     |
| TSV | Topsport Vlaanderen-Mercator                    | Бельгия         | 6 (4 ПроТур + 2 Исторический календарь)                     |
| VAC | Vacansoleil                                     | Нидерланды      | 10 (8 ПроТур + 2 Исторический календарь)                    |
| VBG | Vorarlberg-Corratec                             | Австрия         | 0 (без разрешения из-за отсутствия биологического паспорта) |
| XAC | Xacobeo–Galicia                                 | Испания         | 4 (4 ПроТур + 1 Исторический календарь)                     |

### Сборные
Кроме того в гонках UCI ProTour проходивших в странах с небольшой велосипедистской традицией также участвовали их национальные сборные. Ими стали сборные Австралии (под названием UniSA-Australia) на Туре Даун Андер, Польши (под названием Team Poland Bank BGŻ) на Туре Польши и Канады на Гран-при Квебека и Гран-при Монреаля, у которых было специальное разрешение для участия только в этих гонках. Участие таких команд имело стратегическое значения для развития велоспорта и возможности гонщикам из них проявить себя. Эти гонки были единственными исключениями, в которых разрешалось участие велогонщикам без биологических паспортов, поскольку некоторые из них входили в составы в команд (клубов) не прикрепленных к указанному паспорту.

## Регламент

### Категории гонок
- Категория 1 : Тур де Франс
- Категория 2 : Джиро д'Италия и Вуэльта Испании
- Категория 3 : Тур Даун Андер, Париж — Ницца, Тиррено — Адриатико, Милан — Сан-Ремо, Тур Фландрии, Тур Страны Басков, Париж — Рубе, Льеж — Бастонь — Льеж, Тур Романдии, Вуэльта Каталонии, Критериум Дофине Либере, Тур Швейцарии, Тур Польши, Энеко Тур и Джиро ди Ломбардия
- Категория 4 : Гент — Вевельгем, Амстел Голд Рейс, Флеш Валонь, Классика Сан-Себастьяна, Ваттенфаль Классик, Гран-при Плуэ, Гран-при Квебека и Гран-при Монреаля

### Начисляемые очки
| Гонки / Место | 1   | 2   | 3   | 4   | 5   | 6  | 7  | 8  | 9  | 10 | 11 | 12 | 13 | 14 | 15 | 16 | 17 | 18 | 19 | 20 |
| ------------- | --- | --- | --- | --- | --- | -- | -- | -- | -- | -- | -- | -- | -- | -- | -- | -- | -- | -- | -- | -- |
| Кат. 1        | 200 | 150 | 120 | 110 | 100 | 90 | 80 | 70 | 60 | 50 | 40 | 30 | 24 | 20 | 16 | 12 | 10 | 8  | 6  | 4  |
| Кат. 2        | 170 | 130 | 100 | 90  | 80  | 70 | 60 | 52 | 44 | 38 | 32 | 26 | 22 | 18 | 14 | 10 | 8  | 6  | 4  | 2  |
| Кат. 3        | 100 | 80  | 70  | 60  | 50  | 40 | 30 | 20 | 10 | 4  |    |    |    |    |    |    |    |    |    |    |
| Кат. 4        | 80  | 60  | 50  | 40  | 30  | 22 | 14 | 10 | 6  | 2  |    |    |    |    |    |    |    |    |    |    |

| Гонки / Место | 1  | 2  | 03 | 04 | 05 |
| ------------- | -- | -- | -- | -- | -- |
| Кат. 1        | 20 | 10 | 6  | 4  | 2  |
| Кат. 2        | 16 | 8  | 4  | 2  | 1  |
| Кат. 3        | 6  | 4  | 2  | 1  | 1  |

## Календарь
| №  | Дата                     | Гонка                   | Победитель          | Индивидуальный зачёт | Командный зачёт  | Национальный зачёт |
| -- | ------------------------ | ----------------------- | ------------------- | -------------------- | ---------------- | ------------------ |
| 1  | 19-24 января             | Тур Даун Андер          | Андре Грайпель      | Андре Грайпель       | HTC-Columbia     | Австралия          |
| 2  | 7-14 марта               | Париж — Ницца           | Альберто Контадор   | Луис Леон Санчес     | Caisse d'Épargne | Испания            |
| 3  | 10-16 марта              | Тиррено — Адриатико     | Стефано Гарцелли    | Луис Леон Санчес     | Astana           | Испания            |
| 4  | 20 марта                 | Милан — Сан-Ремо        | Оскар Фрейре        | Луис Леон Санчес     | Astana           | Испания            |
| 5  | 22-28 марта              | Вуэльта Каталонии       | Хоаким Родригез     | Луис Леон Санчес     | Katusha          | Испания            |
| 6  | 28 марта                 | Гент — Вевельгем        | Бернхард Айзель     | Луис Леон Санчес     | Katusha          | Испания            |
| 7  | 4 апреля                 | Тур Фландрии            | Фабиан Канчеллара   | Луис Леон Санчес     | Katusha          | Испания            |
| 8  | 5-10 апреля              | Тур Страны Басков       | Крис Хорнер         | Луис Леон Санчес     | Katusha          | Испания            |
| 9  | 11 апреля                | Париж — Рубе            | Фабиан Канчеллара   | Луис Леон Санчес     | Katusha          | Испания            |
| 10 | 18 апреля                | Амстел Голд Рейс        | Филипп Жильбер      | Луис Леон Санчес     | Katusha          | Испания            |
| 11 | 21 апреля                | Флеш Валонь             | Кэдел Эванс         | Хоаким Родригес      | Katusha          | Испания            |
| 12 | 25 апреля                | Льеж — Бастонь — Льеж   | Александр Винокуров | Филипп Жильбер       | Katusha          | Испания            |
| 13 | 27 апреля - 2 мая        | Тур Романдии            | Симон Шпилак        | Филипп Жильбер       | Katusha          | Испания            |
| 14 | 8-30 мая                 | Джиро д'Италия          | Иван Бассо          | Кэдел Эванс          | Katusha          | Испания            |
| 15 | 6-13 июня                | Критериум Дофине        | Янез Брайкович      | Кэдел Эванс          | Astana           | Испания            |
| 16 | 12-20 июня               | Тур Швейцарии           | Фрэнк Шлек          | Кэдел Эванс          | Astana           | Испания            |
| 17 | 3-25 июля                | Тур де Франс            | Анди Шлек           | Хоаким Родригес      | Saxo Bank        | Испания            |
| 18 | 31 июля                  | Классика Сан-Себастьяна | Луис Леон Санчес    | Хоаким Родригес      | Saxo Bank        | Испания            |
| 19 | 1-7 августа              | Тур Польши              | Дэниэл Мартин       | Хоаким Родригес      | Saxo Bank        | Испания            |
| 20 | 15 августа               | Ваттенфаль Классик      | Тайлер Фаррар       | Хоаким Родригес      | Saxo Bank        | Испания            |
| 22 | 22 августа               | Гран-при Плуэ           | Мэттью Госс         | Хоаким Родригес      | Saxo Bank        | Испания            |
| 21 | 17-24 августа            | Энеко Тур               | Тони Мартин         | Хоаким Родригес      | Saxo Bank        | Испания            |
| 24 | 10 сентября              | Гран-при Квебека        | Томас Фёклер        | Хоаким Родригес      | Saxo Bank        | Испания            |
| 25 | 12 сентября              | Гран-при Монреаля       | Роберт Гесинк       | Хоаким Родригес      | Rabobank         | Испания            |
| 23 | 28 августа - 19 сентября | Вуэльта Испании         | Винченцо Нибали     | Хоаким Родригес      | Saxo Bank        | Испания            |
| 26 | 16 октября               | Джиро ди Ломбардия      | Филипп Жильбер      | Хоаким Родригес      | Saxo Bank        | Испания            |

## Итоговый рейтинг
- Учитывались только гонщики, выступавшие в командах ProTeam (18) и ProContinental Team (17). Всего очки набрали все 278 гонщиков[20] из 34 стран, выступавшие в составах 32 команд.
- При равенстве очков гонщики ранжировались сначала по количеству побед, а затем по числу вторых, третьих и так далее мест на гонках и этапах Мирового календаря.
- Командный рейтинг определялся путём суммирования рейтинговых очков пяти лучших велогонщиков от команды в индивидуальном рейтинге при их наличии. При одинаковым количестве очков ранжирование происходило в соответствии с индивидуальным рейтингом.
- Национальный рейтинги определялся путём суммирования рейтинговых очков пяти лучших велогонщиков от страны в индивидуальном рейтинге при их. При одинаковым количестве очков ранжирование происходило в соответствии с индивидуальным рейтингом.
- Национальный рейтинг использовался для определения количества гонщиков, которые страна могла выставить на чемпионате мира.
- Все рейтинги представлены после перераспределения очков за итоговые места на гонках (очки за победы на этапах были просто удалены) после дисквалификаций за допинг: Алехандро Вальверде (31 мая 2010 года) и Альберто Контадора (февраль 2012 года).

### Дополнения
- 31 мая UCI аннулировал все результаты полученные тогдашним лидером рейтинга Алехандро Вальверде и удалила все его очки, так как он был отстранён от гонок из-за его участия в деле о допинге Операция Пуэрто. Он был дисквалифирован начиная с 1 января 2010 года. Полученные ранее им очки за итоговые места на гонках были перерапределены, тогда как набранные очки за победы на этапах были просто удалены. Также его очки также были удалены из командного (Caisse d'Epargne) и национального (Испания) рейтингов.
- В феврале 2012 года Альберто Контадор был лишён получил все свои результаты от 2010 года в Тур де Франс, и эти очки были ретроспективно перераспределены в рейтинге 2010 года. Контадор упал со второго места на тринадцатый в результате

### Командный
Было сказано, что лучшим 17 командам по итогам сезона будет гарантировано место на всех трёх Гранд-турах в 2011 году. Однако перед последней гонкой сезон был объявлен запуск нового турнира UCI World Tour с того же 2011 года гарантировал участие во всех рейтинговых гонках включая Гранд-туры всем командам UCI ProTeam независимо от их места по итогам сезона. Androni Giocattoli-Serramenti PVC Diquigiovanni, несмотря на занятое 17-е место не получила право участвовать на Тур де Франс 2011 года.

### Индивидуальный
| №                                                              | Гонщик                | Команда                                         | Очки |
| -------------------------------------------------------------- | --------------------- | ----------------------------------------------- | ---- |
| 1                                                              | Хоаким Родригес       | Team Katusha                                    | 561  |
| 2                                                              | Филипп Жильбер        | Omega Pharma-Lotto                              | 437  |
| 3                                                              | Луис Леон Санчес      | Caisse d'Epargne                                | 413  |
| 4                                                              | Кэдел Эванс           | BMC Racing Team                                 | 390  |
| 5                                                              | Винченцо Нибали       | Liquigas-Doimo                                  | 390  |
| 6                                                              | Роберт Гесинк         | Rabobank                                        | 379  |
| 7                                                              | Райдер Хешедаль       | Garmin-Transitions                              | 317  |
| 8                                                              | Самуэль Санчес        | Euskaltel-Euskadi                               | 311  |
| 9                                                              | Анди Шлек             | Saxo Bank                                       | 308  |
| 10                                                             | Тайлер Фаррар         | Garmin-Transitions                              | 306  |
| 11                                                             | Александр Винокуров   | Astana                                          | 287  |
| 12                                                             | Микеле Скарпони       | Androni Giocattoli-Serramenti PVC Diquigiovanni | 283  |
| 13                                                             | Альберто Контадор     | Astana                                          | 260  |
| 14                                                             | Фабиан Канчелара      | Saxo Bank                                       | 254  |
| 15                                                             | Денис Меньшов         | Rabobank                                        | 251  |
| 16                                                             | Фрэнк Шлек            | Saxo Bank                                       | 230  |
| 17                                                             | Эдвальд Боассон Хаген | Sky Procycling                                  | 228  |
| 18                                                             | Крис Хорнер           | Team RadioShack                                 | 226  |
| 19                                                             | Том Боонен            | Quick Step                                      | 216  |
| 20                                                             | Андре Грайпель        | Team HTC-Columbia                               | 211  |
| 21                                                             | Иван Бассо            | Liquigas-Doimo                                  | 206  |
| 22                                                             | Роман Кройцигер       | Liquigas-Doimo                                  | 206  |
| 23                                                             | Марк Кавендиш         | Team HTC-Columbia                               | 198  |
| 24                                                             | Алессандро Петакки    | Lampre-Farnese Vini                             | 182  |
| 25                                                             | Тони Мартин           | Team HTC-Columbia                               | 179  |
| Показать/скрыть места с 6-го. Всего очки набрали 278 гонщиков. |                       |                                                 |      |

### Командный
| №                                                          | Команда                                         | Очки | 5 лучших гонщиков                                                               |
| ---------------------------------------------------------- | ----------------------------------------------- | ---- | ------------------------------------------------------------------------------- |
| 1                                                          | Saxo Bank                                       | 1055 | А. Шлек (308), Канчеллара (254), Ф. Шлек (230), Порт (133), Фульсанг (130)      |
| 2                                                          | Liquigas-Doimo                                  | 1006 | Нибали (390), Бассо (206), Кройцигер (206), П. Саган (111), Беннати (93)        |
| 3                                                          | Rabobank                                        | 906  | Гесинк (379), Меньшов (251), Фрейре (127), Моллема (104), Муренхаут (87)        |
| 4                                                          | Team Katusha                                    | 910  | Родригес (561), Макьюэн (105), Карпец (102), Колобнев (82), Поццато (60)        |
| 5                                                          | Team HTC-Columbia                               | 855  | Грайпель (211), Кавендиш (198), Т. Мартин (179), Пинотти (140), П. Велиц (127)  |
| 6                                                          | Garmin-Transitions                              | 849  | Хешедаль (317), Фаррар (306), Д. Мартин (106), Даниелсон (64), Тафт (56)        |
| 7                                                          | Omega Pharma-Lotto                              | 784  | Жильбер (437), Ван ден Брук (179), Перо (80), Руландтс (58), С. Схейрлинкс (30) |
| 8                                                          | Astana                                          | 768  | Винокуров (287), Контадор (260), Иглинский (117), Гаспаротто (56), Дэвис (48)   |
| 9                                                          | Caisse d'Epargne                                | 721  | Л. Санчес (413), Арройо (132), Ластрас (74), Пласа (56), Рохас (46)             |
| 10                                                         | BMC Racing Team                                 | 661  | Эванс (390), Баллан (86), Хинкепи (80), Морабито (61), Сантамброджо (44)        |
| 11                                                         | Team RadioShack                                 | 635  | Хорнер (226), Брайкович (174), Армстронг (85), Субельдия (80), Клёден (70)      |
| 12                                                         | Cervélo TestTeam                                | 618  | Хусховд (173), Тондо (171), Састре (164), Хэммонд (90), Висс (20)               |
| 13                                                         | Euskaltel-Euskadi                               | 605  | С. Санчес (311), Антон (132), Инчаусти (82), Ниеве (72), Фернандес (8)          |
| 14                                                         | Lampre-Farnese Vini                             | 535  | Петакки (182), Шпилак (108), Боле (107), Кунего (106), Гавацци (32)             |
| 15                                                         | Sky Procycling                                  | 435  | Хаген (228), Хендерсон (103), Флеча (71), Уиггинс (18), Томас (15)              |
| 16                                                         | Quick Step                                      | 325  | Бонен (216), Сил. Шаванель (40), Барредо (26), Вейландт (23), Пино (20)         |
| 17                                                         | Androni Giocattoli-Serramenti PVC Diquigiovanni | 323  | Скарпони (283), Джинанни (30), Бертольяти (8), Бертаньолли (2)                  |
| 18                                                         | Ag2r–La Mondiale                                | 267  | Роуч (154), Риблон (51), Гадре (34), Ино (18), Буэ (10)                         |
| 19                                                         | Bbox Bouygues Telecom                           | 231  | Фёклер (121), Вогонди (46), Роллан (24), Федриго (20), Чопп (20)                |
| 20                                                         | Cofidis, le Crédit en Ligne                     | 227  | Таарамяэ (111), Дуке (54), Монкутье (38), Монье (16), С. Дюмулен (8)            |
| 21                                                         | Xacobeo–Galicia                                 | 198  |                                                                                 |
| 22                                                         | Française des Jeux                              | 175  |                                                                                 |
| 23                                                         | Acqua & Sapone-D'Angelo & Antenucci             | 134  |                                                                                 |
| 24                                                         | Vacansoleil                                     | 130  |                                                                                 |
| 25                                                         | Colnago-CSF Inox                                | 119  |                                                                                 |
| 26                                                         | Team Milram                                     | 118  |                                                                                 |
| 27                                                         | Saur-Sojasun                                    | 63   |                                                                                 |
| 28                                                         | Topsport Vlaanderen-Mercator                    | 63   |                                                                                 |
| 29                                                         | Footon-Servetto-Fuji                            | 43   |                                                                                 |
| 30                                                         | Landbouwkrediet                                 | 40   |                                                                                 |
| 31                                                         | Skil-Shimano                                    | 16   |                                                                                 |
| 32                                                         | Andalucía-Cajasur                               | 1    |                                                                                 |
| Показать/скрыть места с 6-го. Очки набрали все 32 команды. |                                                 |      |                                                                                 |

### Национальный
| №                                                           | Страна         | Очки | 5 лучших гонщиков                                                             |
| ----------------------------------------------------------- | -------------- | ---- | ----------------------------------------------------------------------------- |
| 1                                                           | Испания        | 1716 | Родригес (561), Л. Санчес (413), С. Санчес (311), Контадор (260), Тондо (171) |
| 2                                                           | Италия         | 1201 | Нибали (390), Скарпони (283), Бассо (206), Петакки (182), Пинотти (140)       |
| 3                                                           | Бельгия        | 992  | Жильбер (437), Бонен (216), Ван ден Брук (179), Лёкеманс (100), Ванмарке (60) |
| 4                                                           | Австралия      | 850  | Эванс (390), Порт (133), Роджерс (113), Госс (109), Макьюэн (105)             |
| 5                                                           | США            | 773  | Фаррар (306), Хорнер (226), Армстронг (85), Хинкепи (80), Ван Гардерен (76)   |
| 6                                                           | Нидерланды     | 653  | Гесинк (379), Моллема (104), Муренхаут (87), Боом (48), Тьяллинги (35)        |
| 7                                                           | Германия       | 551  | Грайпель (211), Т. Мартин (179), Клёден (70), Фогт (62), Хондо (29)           |
| 8                                                           | Люксембург     | 538  | А. Шлек (308), Ф. Шлек (230)                                                  |
| 9                                                           | Россия         | 483  | Меньшов (251), Карпец (102), Колобнев (82), Ворганов (30), Петров (18)        |
| 10                                                          | Норвегия       | 441  | Хаген (228), Хусховд (173), Кристофф (40)                                     |
| 11                                                          | Швейцария      | 422  | Канчеллара (254), Альбазини (67), Морабито (61), Чопп (20), Висс (20)         |
| 12                                                          | Казахстан      | 410  | Винокуров (287), Иглинский (117), Кашечкин (6)                                |
| 13                                                          | Словения       | 390  | Брайкович (174), Шпилак (108), Боле (107), Божич (1)                          |
| 13                                                          | Франция        | 386  | Фёклер (121), Перо (80), Касар (73), Коппель (61), Риблон (51)                |
| 15                                                          | Канада         | 373  | Хешедаль (317), Тафт (56)                                                     |
| 16                                                          | Великобритания | 331  | Кавендиш (198), Хэммонд (90), Уиггинс (18), Томас (15), Миллар (10)           |
| 17                                                          | Ирландия       | 258  | Роуч (152), Д. Мартин (106)                                                   |
| 18                                                          | Словакия       | 242  | П. Велиц (127), П. Саган (111), М. Велиц (4)                                  |
| 19                                                          | Чехия          | 206  | Кройцигер (206)                                                               |
| 20                                                          | Дания          | 165  | Фульсанг (130), Брешель (16), Сёренсен (16), Расмуссен (3)                    |
| Показать/скрыть места с 6-го. Всего очки набрали 34 страны. |                |      |                                                                               |